# إيما هاتون
إيما هاتون (بالإنجليزية: Emma Hatton) هي مغنية وممثلة بريطانية، ولدت في 6 أبريل 1983 في Coleford, Gloucestershire ‏ في المملكة المتحدة.